# Гузь, Николай Олимпиевич
Николай Олимпиевич Гузь (5 декабря 1893, ст. Лабинская, Кубанская область, Российская империя — 8 сентября 1953, Краснодар, РСФСР, СССР) — советский военачальник, полковник (1941).

## Биография
Родился 5 декабря 1893 года в станице Лабинская, ныне  Краснодарского края.  Русский

### Военная служба

#### Первая мировая война
В  сентябре 1914 года был призван в армию и направлен на Западный фронт в 253-й пехотный Перекопский полк 64-й пехотной дивизии. В 1915 году окончил учебную команду этого полка и служил затем младшим и старшим унтер-офицером, фельдфебелем. За агитацию среди солдат против войны в ноябре 1916 года отдан под суд и понижен в звании, после чего переведен на Турецкий (Кавказский) фронт, где служил младшим унтер-офицером в Екатеринодарском полку. В январе 1918 года демобилизован. За боевые отличия в боях был награжден двумя Георгиевскими крестами

#### Гражданская война
3 февраля 1918 года по прибытии на родину, вступил в Красный партизанский отряд, переформированный в конце месяца в Тимошевский полк в составе 11-й армии. Командиром взвода и помощником командира роты этого полка воевал на Южном фронте против войск генералов П. Н. Краснова, А. М. Каледина, В. Л. Покровского и А. И. Деникина. 1 марта 1918 года под станицей Кореновская был ранен. При отступлении 11-й армии с Кавказа на Астрахань в марте 1919 года заболел и находился в госпитале. В районе с. Черный рынок с госпиталем был захвачен белыми и переведен в город Кизляр Терской обл., через 15-18 дней — в станицу Богуславка на Кубани. В конце апреля из плена мобилизован в Белую армию и направлен на формирование полка, с которым в начале мая убыл на фронт в район ст. Железная. В первом же бою при подходе частей Красной армии перебил офицеров и перебежал к красным. Затем Гузь был направлен в город Харьков, а оттуда в город Сумы командиром взвода в формируемый 35-й Украинский полк. В августе был выделен на формирование 367-го стрелкового полка 41-й стрелковой дивизии, где проходил службу командиром роты, адъютантом батальона и командиром батальона. В составе этих частей воевал против войск генерала А. И. Деникина, белополяков и петлюровцев. После сведения 123-й бригады в 3-й полк в начале 1921 года в его составе командиром роты боролся с бандитизмом в Киевской губернии, затем командовал ротами в 363-м и 396-м стрелковых полках 44-й стрелковой дивизии. Член ВКП(б) с 1919 года.

#### Межвоенные годы
С сентября 1921 года  по август 1923 года проходил обучение на курсах «Выстрел», по возвращении в дивизию служил командиром роты и врид начальника полковой школы 132-го стрелкового полка в городе Житомир. С августа 1928 года командовал батальоном в 151-м стрелковом полку 51-й Перекопской стрелковой дивизии УВО, с февраля 1931 года исполнял должность начальника штаба 152-го стрелкового полка этой же дивизии. С июня 1931 года был военкомом Херсонского, а с мая 1932 г. — Мелитопольского РВК. С февраля 1935 года исполнял должность помощника командира по материальному обеспечению 297-го стрелкового полка 99-й стрелковой дивизии КВО. В декабре 1938 года переведен помощником командира по строевой части 206-го стрелкового полка той же дивизии. С декабря 1939 года по июнь 1940 года вновь проходил обучение на курсах «Выстрел», по окончании назначен помощником командира по строевой части 1-го стрелкового полка 99-й стрелковой дивизии. Через месяц переведен командиром батальона курсантов Черновицкого минометного училища, а в сентябре вступил в командование 10-м стрелковым полком 45-й стрелковой дивизии КОВО.

#### Великая Отечественная война
С началом  войны полк под его командованием в составе той же дивизии 5-й армии Юго-Западного фронта участвовал в приграничном сражении. Вступив в бой с противником на рубеже западнее города Любомль (Волынская обл.), дивизия под давлением превосходящих сил противника отходила на заранее подготовленный рубеж в районе города Коростень. Затем подполковник  Гузь был отозван с фронта и направлен в СКВО, где с 9 сентября принял командование 345-й стрелковой дивизией. Формировал ее в городе Махачкала, с 25 октября она входила в состав 44-й армии Закавказского фронта. В конце ноября — декабре дивизия была передислоцирована на Черноморское побережье и к 25 декабря морским транспортом переброшена в город Севастополь. Войдя в состав Приморской армии, она заняла оборону в районе Инкермана и Мекензиевых гор и до июля вела здесь упорные бои.
После эвакуации из Севастополя и расформирования дивизии с 23 июля 1942 года принял командование 1-й Сталинской стрелковой дивизией добровольцев-сибиряков, переименованной 24 августа в 150-ю стрелковую. Формировал ее в СибВО в Юргинских лагерях. В конце сентября — начале октября она убыла на Калининский фронт в 22-ю армию. С 16 ноября дивизия была передана 41-й армии и 24 ноября приняла первый бой у нас. пункта Дмитровка Калининской области, затем находилась в обороне в районе города Белый. С 7 января 1943 года выведена в резерв фронта и передислоцирована в район города Великие Луки. С 10 января дивизия была включена в 3-ю ударную армию и участвовала в Великолукской наступательной операции. В середине февраля, после переброски в район город Локня, включена в 31-ю армию. Приказом Ставки ВГК от 19 апреля 1943 года дивизия была переименована в 22-ю гвардейскую. Затем дивизия была переброшена из района Локня на ст. Гжатск, где выведена в резерв Ставки. С 14 мая она вошла в 10-ю гвардейскую армию Западного фронта и с 8 августа участвовала в Спас-Деменской наступательной операции. 16 августа 1943 года был отстранен от командования и зачислен в резерв.
19 сентября 1943 года допущен к командованию 338-й стрелковой дивизией. В составе 33-й армии участвовал с ней в Смоленско-Рославльской наступательной операции. С выходом на рубеж Луки — Тормаль — Мекулино ее части вынуждены были приостановить наступление и перейти к обороне. С 6 по 22 октября дивизия находилась во втором эшелоне, затем совершила марш в район восточнее Орши и включена в состав 31-й армии. Со 2 января 1944 года она была передана 5-й армии и находилась в резерве в районе юго-восточнее Витебска. В апреле полковник  Гузь был направлен на учебу в Высшую военную академию им. К. Е. Ворошилова, по окончании ее курсов направлен на 1-й Украинский фронт и по прибытии с 7 декабря допущен к исполнению должности заместителя командира 43-го стрелкового корпуса 59-й армии. В его составе участвовал в Сандомирско-Силезской, Верхнесилезской и Пражской наступательных операциях.

#### Послевоенное время
После войны с июля 1945 года, по расформировании корпуса, состоял в распоряжении Военного совета ЦГВ и ГУК НКО. 7 февраля 1946 года гвардии полковник Гузь уволен в запас по болезни.

## Награды
СССР
- орден Ленина (21.02.1945)[5]
- три ордена Красного Знамени (24.07.1942[6],   30.01.1943[7],  03.11.1944[5])
- орден Отечественной войны  1-й степени (13.06.1945)[6]
  - медали в том числе:
  - «XX лет Рабоче-Крестьянской Красной Армии» (1938)[6]
  - «За оборону Севастополя» (1945)[6]
  - «За победу над Германией в Великой Отечественной войне 1941—1945 гг.» (1945)

Российской империи
- Георгиевский крест 3-й степени[4]
- Георгиевский крест 4-й степени[4]